# Übergangsritus
Übergangsriten oder Passagenriten (französisch rites de passage) bezeichnet ein einflussreiches ethnologisches Konzept, das 1909 vom französischen Ethnologen Arnold van Gennep eingeführt wurde. Er hatte beobachtet, dass im Verlauf des gesellschaftlichen Lebens einer Person zahlreiche Übergänge zwischen zwei Lebensstadien oder sozialen Zuständen vollzogen werden müssen, beispielsweise zwischen Kindheit und Erwachsensein, Ledigkeit und Ehe, Außenstehend-Sein und eingeweihtem Mitglied, oder zwischen der äußeren fremden Welt und der heimisch-vertrauten Umgebung. Van Gennep stellte fest, dass diese Übergänge, die vor allem in nicht-industriellen Gesellschaften fester Bestandteil des sozialen Lebens sind, als eine potentielle Gefahr betrachtet werden; entsprechend könnten sie nicht individuell vollzogen, sondern müssten rituell bewältigt werden.
Diese Rituale, die zur Absicherung des ungeschützten, weil undefinierten Zwischenzustandes während des Übergangs dienen, nannte van Gennep Übergangsriten. Er analysierte ihre Struktur vor allem anhand der Initiationsriten nicht-industrialisierter, segmentärer, indigener Gesellschaften. Dabei arbeitete er ein Drei-Phasen-Modell heraus, dem alle Übergangsriten strukturell folgen:
1. Ablösungsphase (séparation)
2. Zwischenphase (Liminalität): undefiniert und für den Einfluss übelwollender Kräfte besonders anfällig
3. Integrationsphase: die neue Identität wird angenommen

Allen drei Phasen entsprechen bestimmte isolierbare Untergruppen von Riten, die innerhalb des gesamten Übergangsrituals unterschiedlich gewichtet auftreten können:
1. Trennungsriten (rites de séparation)
2. Schwellen- oder Umwandlungsriten (rites de marges)
3. Angliederungsriten (rites d’agrégation)

Van Genneps Theorie wurde vor allem vom britischen Ethnologen Victor Turner (1920–1983) in seinem Konzept der symbolischen Anthropologie weiterentwickelt (interpretative Ethnologie).
Eine soziologische Weiterentwicklung des Konzepts van Genneps ist die Theorie der Statuspassage.

## Beispiele
- Bar Mitzwa (jüdisches Erreichen der religiösen Mündigkeit)
- Erstkommunion, Firmung (Sakramente bei Katholiken und Anglikanern)
- Konfirmation (religiöse Mündigkeit in den evangelischen Kirchen)
- Jugendweihe (Übergang vom Jugend- ins Erwachsenenalter; rein weltlich)
- Familienfest (mit einem Überblick über internationale Familiengründungs-, Geburts- und Sterberiten)
- Endowment (Mormonentum)